# 李思明 (成化進士)
李思明（1452年—？），字元晦，山東兗州府濟寧州人，軍籍，明朝政治人物。

## 生平
早年出身州學生，成化十年（1474年）甲午科山東鄉試第三十八名，成化十一年（1475年）乙未科進士。同年任直隸滿城縣知縣，戢暴禁奸，保安善類，剔吏弊，拯困抑，革無益之科，停不急之徵，三年政教大洽，陞南京戶部主事。士庶咸頌其德。。歷氏南京户部郎中，弘治八年（1495年）七月升陕西布政司右參議，十七年正月升本省督粮右參政。正德初改湖廣右參政，四年（1509年）八月升廣東右布政使，十一月轉左布政使，六年正月考察去職。

## 家族
曾祖父李友辜。祖父李敬先。父亲李鎧，曾任貢士。母馬氏，继母臧氏。具庆下。弟李思聪。